# Stora och små män
Stora och små män är en svensk dramafilm från 1995 i regi av Åke Sandgren. Manus skrevs av Sandgren och Lars G. Lindström.

## Rollista
- Peter Engman - Folke
- Torgny "Kingen" Karlsson - Gösta
- Fredrik Hammar - Karl-Otto
- Thommy Berggren - pingstpastor Flodin
- Sif Ruud - fru Alm
- Malin Svarfvar - Inga
- Petra Brylander - Agnes
- Roland Hedlund - Hjälm
- Peter Dalle - Benny Landberg
- Palle Granditsky - svensk ambassadör
- Jens Okking - kapten på Atlantångare
- Bertil Norström - pantlånare Rubensson
- Margreth Weivers - fru Rubensson
- Gustav Kling - Göstas far
- Anna Sise - Millie
- Göran Engman - busschaufför